# Carrie Rodriguez
Carrie Luz Rodriguez (Austin, 31 luglio 1978) è una cantautrice statunitense.

## Biografia
Originaria del Texas, è figlia del cantautore David Rodriguez e della pittrice Katy Nail.
Inizia ufficialmente la sua attività musicale nel 2001, quando accompagna Chip Taylor in un tour europeo. Registra nello stesso periodo il suo primo album in duetto con Taylor dal titolo Let's Leave This Town.
Nel 2006 pubblica il suo primo album solista Seven Angels on a Bicycle, coprodotto da Taylor. Il suo secondo album She Ain't Me, uscito nel maggio 2008, è prodotto da Malcolm Burn.
Nell'ottobre 2009 firma un contratto con l'etichetta discografica indipendente Ninth Street Opus e nell'aprile 2010 pubblica un album di cover dal titolo Love and Circumstance, che include brani di Hank Williams, John Hiatt e Lucinda Williams.
Nel febbraio 2011 pubblica un EP collaborativo con Ben Kyle (Romantica) dal titolo We Still Love Our Country.
Collabora al contempo con John Prine, John Mayer, Alejandro Escovedo, Los Lonely Boys, Bruce Hornsby, Robert Earl Keen, Los Lobos, Patty Griffin e altri artisti.
Nel gennaio 2013 pubblica Give Me All You Got, un album prodotto da Lee Townsend e registrato in California.

## Discografia
Solista
- 2006 - Seven Angels on a Bicycle
- 2008 - She Ain't Me
- 2009 - Carrie Rodriguez Live in Louisville
- 2010 - Love and Circumstance
- 2010 - Live & Circumstance
- 2013 - Give Me All You Got
- 2014 - Live at the Cactus
- 2016 - Lola

Album con Chip Taylor
- 2002 - Let's Leave This Town
- 2003 - The Trouble with Humans
- 2004 - Angel of the Morning (EP)
- 2005 - Red Dog Tracks
- 2007 - Live from the Ruhr Triennale
- 2010 - The New Bye & Bye

Altro
- 2010 - We Still Love Our Country (EP collaborativo con Ben Kyle)